# Rossignol à tête rousse
Larvivora ruficeps
Espèce
Statut de conservation UICN

 EN  : En danger
Le Rossignol à tête rousse (Larvivora ruficeps) est une espèce d'oiseau de la famille des Muscicapidae.
Il vit dans le centre de la Chine (vallée de Jiuzhaigou et régions avoisinantes).